# Dwight L. Moody
Dwight Lyman Moody (5 febbraio 1837 – 22 dicembre 1899) è stato un editore statunitense, fondatore della Chiesa Moody, della Northfield School e della Mount Hermon School nel Massachusetts (ora Northfield Mount Hermon School), del Moody Bible Institute e della Moody Press.
Il lavoro di Moody a Chicago era alla guida della più grande "scuola domenicale" del suo tempo. Lavorò così tanto da avere in un anno 650 studenti. Divenne così famoso che il neoeletto presidente Abraham Lincoln visitò la scuola il 25 novembre 1860.
Dopo che la Guerra di secessione americana ebbe inizio, venne coinvolto nella Commissione Cristiana statunitense della YMCA.
Fondò una chiesa a Chicago che venne bruciata nel Grande incendio di Chicago. Venne ricostruita in tre mesi.
Fu durante un viaggio in Inghilterra che divenne famoso come evangelista, al punto che alcuni sostennero che fu il più grande evangelista del XIX secolo. Le sue prediche ebbero un impatto pari a quelle di George Whitefield e John Wesley in Inghilterra, Scozia e Irlanda. In diverse occasioni riempì sale da 2.000/4.000 posti. Nel Palazzo dei Giardini Botanici, un incontro ebbe la partecipazione di 15/30.000 persone. Questa affluenza continuò per tutto il 1874 e 1875, con folle di migliaia di persone a tutti i suoi incontri. Quando tornò negli Stati Uniti, folle dalle 12.000 alle 20.000 persone erano comuni, come era avvenuto in Inghilterra. Il presidente Grant e alcuni membri del suo gabinetto parteciparono ad un suo incontro il 19 gennaio 1876. I suoi incontri evangelistici si tennero da Boston a New York, in tutto il New England e fino a San Francisco, e ad altre città della West coast da Vancouver a San Diego.
Egli fece il suo ultimo sermone il 16 novembre 1899. Si è sostenuto che riuscì a convertire a Cristo un milione di persone, anche se ciò non è dimostrabile, a causa della mancanza di un registro centralizzato.